# Ognean Crîstici
Ognean Crîstici (n. 1 septembrie 1965, Socol, România) este un deputat român, ales în 2020. 